# 芝里遗址
芝里遗址位于浙江省湖州市安吉县递铺昌硕社区，分布于上郎、芝里数万平方米的范围内，属马家浜文化至崧泽文化早期环濠围护的居址与墓葬复合聚落。 经发掘，在1300平方米的范围内出土了崧泽文化墓葬215座。这些墓葬年代贯穿崧泽文化早、中、晚三个时段，上下可以与马家浜文化、良渚文化紧密衔接，时间跨度千余年，连续性如此完好的崧泽文化遗址在国内属罕见。